# Translation (album)
Pour les articles homonymes, voir Translation.
Albums de Black Eyed Peas
Masters of the Sun Vol. 1
(2018) Elevation
(2022)
Singles
1. Ritmo (Bad Boys for Life)
Sortie : 11 octobre 2019
2. Mamacita
Sortie : 10 avril 2020
3. Feel the Beat
Sortie : 19 juin 2020
4. Vida loca
Sortie : 21 août 2020
5. Girl Like Me
Sortie : 4 décembre 2020

Translation est le huitième album studio du groupe américain Black Eyed Peas. L'album est sorti le 19 juin 2020 chez Epic Records.
L'album contient des apparitions invitées de Shakira, J Balvin, Ozuna, Maluma, Nicky Jam, Tyga, El Alfa, Piso 21, Becky G et French Montana. Cinq chansons de l'album ont été sorties en single : Ritmo (Bad Boys for Life), Mamacita, Feel the Beat, Vida loca et Girl Like Me. No mañana est également sorti comme single promotionnel.

## Historique
Cet opus comprend des chansons latines. En effet, la communauté latine a toujours été une source d'inspiration pour les Black Eyed Peas. Originaire de Los Angeles, les rythmes latino « ont toujours résonné en eux » et la musique latine « fait partie de leur ADN ». Tels ont été les propos du leader de la bande Will.i.am.
La liste des titres a été révélée le 11 juin 2020, parallèlement à l'annonce de l'album. No mañana est sorti en tant que single promotionnel le 13 juin 2020, avec la liste des titres et la pochette de l'album,.

## Liste des titres
| 1.    | Ritmo (featuring J Balvin)                | - William Adams - Allan Pineda - Keith Harris - José Álvaro Osorio Balvin - Francesco Bontempi - Michale Gaffey - Peter Glenister - Annerley Gordon - Giorgio Spagner                               | - will.i.am - Harris[a]                                     | 3:41 |
| 2.    | Feel the Beat (featuring Maluma)          | - Adams - Yonatan Goldstein - Pineda - Jimmy Luis Gomez - Juan Luis Londoño Arias - Hugh L Clarke - Paul Anthony Thomas - Curtis T. Bedeau - Gerard R. Charles - Brian P. George - Lucien J. George | - will.i.am - Johnny Goldstein[a] - Mucky[a]                | 3:57 |
| 3.    | Mamacita (featuring Ozuna et J. Rey Soul) | - Adams - Goldstein - Juan Carlos Ozuna Rosado - Pineda - J. Gomez - Madonna Ciccone - Bruce Gaitsch - Susan Leonard - Patrick Leonard                                                              | - will.i.am - Goldstein                                     | 4:11 |
| 4.    | Girl Like Me (featuring Shakira)          | - Adams - Goldstein - Pineda - J. Gomez - Shakira - Brendan Buckley - Albert Menendez - Tim Mitchell                                                                                                | - will.i.am - Shakira - Goldstein                           | 3:42 |
| 5.    | Vida loca (featuring Nicky Jam et Tyga)   | - Adams - Pineda - J. Gomez - Micheal Ray Stevenson - Nick Rivera Caminero - James Johnson - Alonzo Miller - Kirk Burrell                                                                           | - will.i.am - [a]                                           | 3:54 |
| 6.    | No Mañana (featuring El Alfa)             | - Adams - Pineda - J. Gomez - Emmanuel Herrera Batista | - will.i.am - Goldstein[a]                                  | 3:39 |
| 7.    | Tonta Love (featuring J. Rey Soul)        | - Adams - Goldstein | - Goldstein - will.i.am[a]                                  | 3:50 |
| 8.    | Celebrate                                 | - Adams - Goldstein - Pineda - J. Gomez | - Goldstein - will.i.am[a]                                  | 3:39 |
| 9.    | Todo Bueno (featuring Piso 21)            | - Adams - Goldstein - Pineda - J. Gomez - David Escobar Gallego - Pablo Mejia Bermudez - Juan David Huertas Clavijo - David Lorduy Hernández - Alejandro Patiño                                     | - Goldstein - will.i.am[a] - Mosty[b]                       | 3:50 |
| 10.   | Duro Hard (featuring Becky G)             | - Adams - Reynard Bargmann - Rebbeca Marie Gomez - J. Gomez - Goldstein - Damien Leroy - Papatinho                                                                                                  | - will.i.am - Mucky[a] - Ammo[a] - Goldstein - Papatinho[a] | 3:25 |
| 11.   | Mabuti (featuring French Montana)         | - Adams - Goldstein - Pineda - Karim Kharbouch - Simon Carter - Walter Carter - David Ferguson - William Hull - Curtis Reynolds - Keith Samuels - Brian Sherrer                                     | - Goldstein - will.i.am[a]                                  | 4:16 |
| 12.   | I Woke Up                                 | - Adams - Pineda - J. Gomez - Tarik Johnston | Rvssian                                                     | 3:30 |
| 13.   | Get Loose Now                             | - Adams - Goldstein | - will.i.am - Goldstein[a]                                  | 2:27 |
| 14.   | Action                                    | - Adams - Pineda - J. Gomez - William Grigahcine | DJ Snake                                                    | 4:12 |
| 15.   | News Today                                | - Adams - Goldstein - Pineda - J. Gomez - Benjamin Mor | Goldstein                                                   | 4:16 |
| 56:24 |                                           | |                                                             |      |

| Pistes bonus Target et japonaises, | Pistes bonus Target et japonaises,                | Pistes bonus Target et japonaises,                                                    | Pistes bonus Target et japonaises, | Pistes bonus Target et japonaises, | Pistes bonus Target et japonaises, | Pistes bonus Target et japonaises, | Pistes bonus Target et japonaises, | Pistes bonus Target et japonaises, | Pistes bonus Target et japonaises, |
| No                                 | Titre                                             | Auteur                                                                                | Producteur(s)                      | Durée                              |                                    |                                    |                                    |                                    |                                    |
| ---------------------------------- | ------------------------------------------------- | ------------------------------------------------------------------------------------- | ---------------------------------- | ---------------------------------- | ---------------------------------- | ---------------------------------- | ---------------------------------- | ---------------------------------- | ---------------------------------- |
| 16.                                | Ritmo (Remix) (featuring J Balvin et Jaden Smith) | - Adams - Pineda - Harris - Balvin - Bontempi - Gaffey - Glenister - Gordon - Spagner | - will.i.am - Harris[a]            | 3:49                               |                                    |                                    |                                    |                                    |                                    |
| 17.                                | Ritmo (Remix) (featuring Steve Aoki et J Balvin)  | - Adams - Pineda - Harris - Balvin - Bontempi - Gaffey - Glenister - Gordon - Spagner | - will.i.am - Harris[a]            | 3:52                               |                                    |                                    |                                    |                                    |                                    |
| 64:05                              |                                                   |                                                                                       |                                    |                                    |                                    |                                    |                                    |                                    |                                    |